# Quintus Hortensius
Pour les articles homonymes, voir Quintus Hortensius Hortalus.
Quintus Hortensius était un magistrat romain.
En 287 av. J.-C., il est dictateur, après que la plèbe a fait sécession en se retirant sur le Janicule, sur la rive droite du Tibre.
Afin de résoudre ce conflit, il promulgue la Lex Hortensia, qui dispose que les décisions des comices tributes auront force de loi et concerneront dorénavant tout le peuple romain. Mais les patriciens refuseront encore de longues années cette loi. Cette loi met fin à la lutte politique de la plèbe pour l'égalité de droits avec les patriciens (guerre des ordres).